# Metropolia briańska
Metropolia briańska – jedna z metropolii Rosyjskiego Kościoła Prawosławnego. W jej skład wchodzą dwie eparchie: eparchia briańska oraz eparchia kliniecka.
Erygowana przez Święty Synod Rosyjskiego Kościoła Prawosławnego w maju 2013. Jej pierwszym zwierzchnikiem został metropolita briański i siewski Aleksander (Agrikow).